# Catochrysops papuana
Catochrysops papuana är en fjärilsart som beskrevs av Tite 1959. Catochrysops papuana ingår i släktet Catochrysops och familjen juvelvingar. Inga underarter finns listade i Catalogue of Life.